# Телушский сельсовет
Телу́шский сельсовет (бел. Цялу́шскі сельсавет) — административная единица Бобруйского района Могилёвской области Республики Беларусь.

## Географическое положение
Сельский Совет расположен в восточной части Бобруйского района в 25 км от Бобруйска.

## История
Образован в 1929 году.

## Промышленность
- Бобруйский СПК «Победа», реорганизован присоединением к СПК «Дзержинский»
- Филиал «Пищевик-Агро» ОАО «Красный пищевик»

## Торговля и бытовое обслуживание
- 3 магазина
- Кафе «Спутник»
- 2 комбината бытового обслуживания

## Социальная сфера
- Телушский УПК «детсад-ОСШ»
- Плёсская средняя общеобразовательная школа, закрыта в 2009 году
- Телушская средняя общеобразовательная школа
- 2 сельских дома культуры
- 2 библиотеки
- Телушская участковая больница
- 2 отделения связи
- 2 отделения «Беларусбанка»

## Состав
Включает 11 населённых пунктов:
- Восход — посёлок
- Дубовка — деревня
- Заболотье — деревня
- Звезда — деревня
- Малинники — деревня
- Плёссы — деревня
- Пролетарский — посёлок
- Савичи — деревня
- Симгоровичи — деревня
- Ступени — деревня
- Телуша — агрогородок

## Упразднённые населённые пункты
- Жилинцы (в 1966 году присоединен к деревне Плёссы)
- Новый Быт (до 1966 года)
- Зелёный Гай (до 1966 года)
- Свобода (до 1967 года)
- Бератины, Репище, Красная Горка (в 1967 году присоединены к деревне Заболотье)
- Культура, Селянин, 10-й Октябрь (в 1967 году присоединены к деревне Ивановка)
- Красный Пахарь, Червоный Остров, Червоная Звезда (в 1967 году присоединены к деревне Звезда)